# Пьяве, Франческо Мария
Франче́ско Мари́я Пья́ве (итал. Francesco Maria Piave; 18 мая 1810[…], Мурано, Венецианская провинция — 5 марта 1876, Милан) — итальянский либреттист и оперный режиссёр.

## Биография

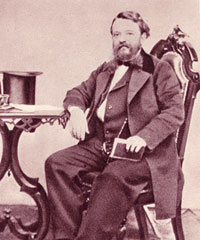

С 1844 по 1860 год Пьяве был режиссёром и либреттистом в оперном театре «Ла Фениче» в Венеции, а в 1861 по рекомендации Джузеппе Верди перешёл в знаменитый миланский театр «Ла Скала». 
В 1867 году с ним случился апоплексический удар, что оставило его парализованным до самой смерти. Чтобы оказать поддержку Пьяве и его жене, в 1869 году Верди планировал выпустить альбом с 6 романсами с композициями Обера, Амбруаза Тома, Луиджи Риччи, Саверио Меркаданте и его самого; но задумка так и не была осуществлена.
Верди ценил Пьяве, поскольку тот написал для него 9 (вместе с «Арольдо» 10) либретто и верно служил Верди. Всё, что от него требовал композитор, Пьяве выполнял, однако не привнёс никаких особо инновативных идей. Но все же он помог осуществить Верди, который был свидетелем революции 1848 года в Париже и перенял оттуда многие идеалы и цели, его замыслы, как например критикующие общество оперы «Травиата» и «Риголетто». Травиата осталась единственной оперой Верди и Пьяве, чье действие происходит в современном обществе, в основном Пьяве брал за основу модные тогда романтичные произведения Байрона, Гюго, Антонио Гарсиа Гутьерреса и других авторов, которые сначала должны были быть переведены на итальянский их другом Андреа Маффей.
Писал либретто для Верди, Саверио Меркаданте, Джованни Пачини, Федерико Риччи и других.
Часто в своих письма Верди высмеивал Пьяве, нередко из-за его тучной фигуры и нерасторопности.

## Произведения

### Верди
- Эрнани (Ernani) — 1844, Венеция. По одноимённой пьесе Виктора Гюго
- Двое Фоскари (I due Foscari) — 1844, Венеция. По одноимённой пьесе (The two Foscari) Байрона
- Макбет (Macbeth) — 1847, Флоренция. По одноименной пьесе Шекспира
- Корсар (Il corsaro) — 1848, Триест. По одноимённой поэме Байрона
- Стиффелио (Stiffelio) — 1850, Триест. По пьесе «Святой отец, или Евангелие и сердце» Эмиля Сувестра и Эжена Буржуа
- Риголетто (Rigoletto) — 1851, Венеция. По пьесе «Король забавляется» Виктора Гюго
- Травиата (La Traviata) — 1853, Венеция. По пьесе «Дама с камелиями» А. Дюма-сына
- Арольдо (Aroldo) — 1857, Римини. Переделанная версия «Стиффелио»
- Симон Бокканегра (Simon Boccanegra) — 1857, Венеция. По одноимённой пьесе Антонио Гарсиа Гутьерреса. Была переделана Верди и Арриго Бойто (1881, Милан)
- Сила судьбы (La forza del destino) — 1862, Санкт-Петербург. По пьесе «Дон Альваро, или Сила судьбы» Анхеля де Сааведры, герцога Риваса.

### Луиджи и Федерико Риччи
- Криспино и кума[англ.] — 1850, Венеция. Единственная опера буффа Пьяве

## Избранная библиография
- Макбет: Опера в четырёх действиях. Музыка Верди. — СПб.—М.: Изд. книгопродавца М. О. Вольфа, 1870. — 16 с.
- Риголетто: Опера в четырёх действиях. Музыка Верди / Текст в переводе для пения Г. А. Лишина. — СПб.: Тип. Императорских театров, 1894. — 103 с.